# Pala di San Martino
Pala di San Martino (2987 m n. m.) je hora v Dolomitech. Díky své nadmořské výšce téměř 3000 m dominuje hora s hladkými boky centrální horské skupině Pale di San Martino jihovýchodně od městečka San Martino di Castrozza. Do povědomí horolezeckých kruhů se Pala di San Martino dostala díky Gran Pilaster, známému klasickému lezeckému výstupu střední obtížnosti.
Vrchol Pala di San Martino není snadno dostupný z žádné strany. Dokonce i normální cesta z náhorní plošiny Pala vyžaduje horolezecké zkušenosti i lezecké dovednosti. Výstup na Gran Pilaster je spolu se sestupem normální cestou náročným podnikem, který není radno podceňovat. Z tohoto důvodu je v blízkosti vrcholu Pala di San Martino umístěn bivakovací box Guide Alpine di San Martino.

## Výstupy
Severovýchodní hřeben (spojovací hřeben s náhorní plošinou Pala)
- Obtížnost: III
- Časová náročnost: 2 hodiny
- První lezci: Langes, Lorenz a Gef. Devouassoud, 1921
- Poznámka: obvykle se leze při sestupu.

Jihozápadní pilíř (Gran Pilaster)
- Obtížnost: IV-
- Potřebný čas: 5 hodin
- Prvolezec: Langes, Merlet, 1920

Východní stěna
- Obtížnost: V
- Potřebný čas: 5 hodin
- Prvolezci: Ettore Castiglioni a V. Bramani, 1934

## Galerie

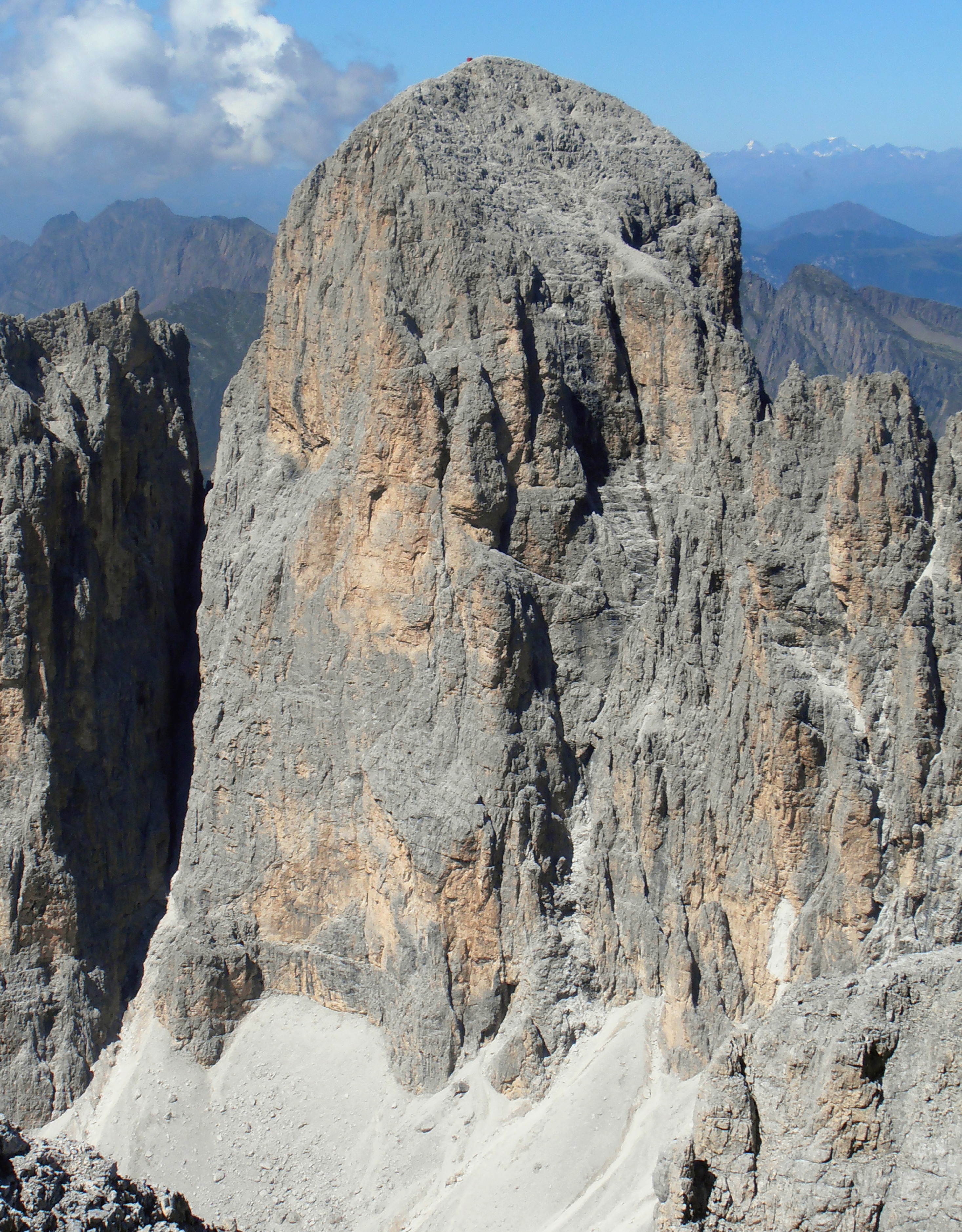
Pala di San Martino - východní stěna
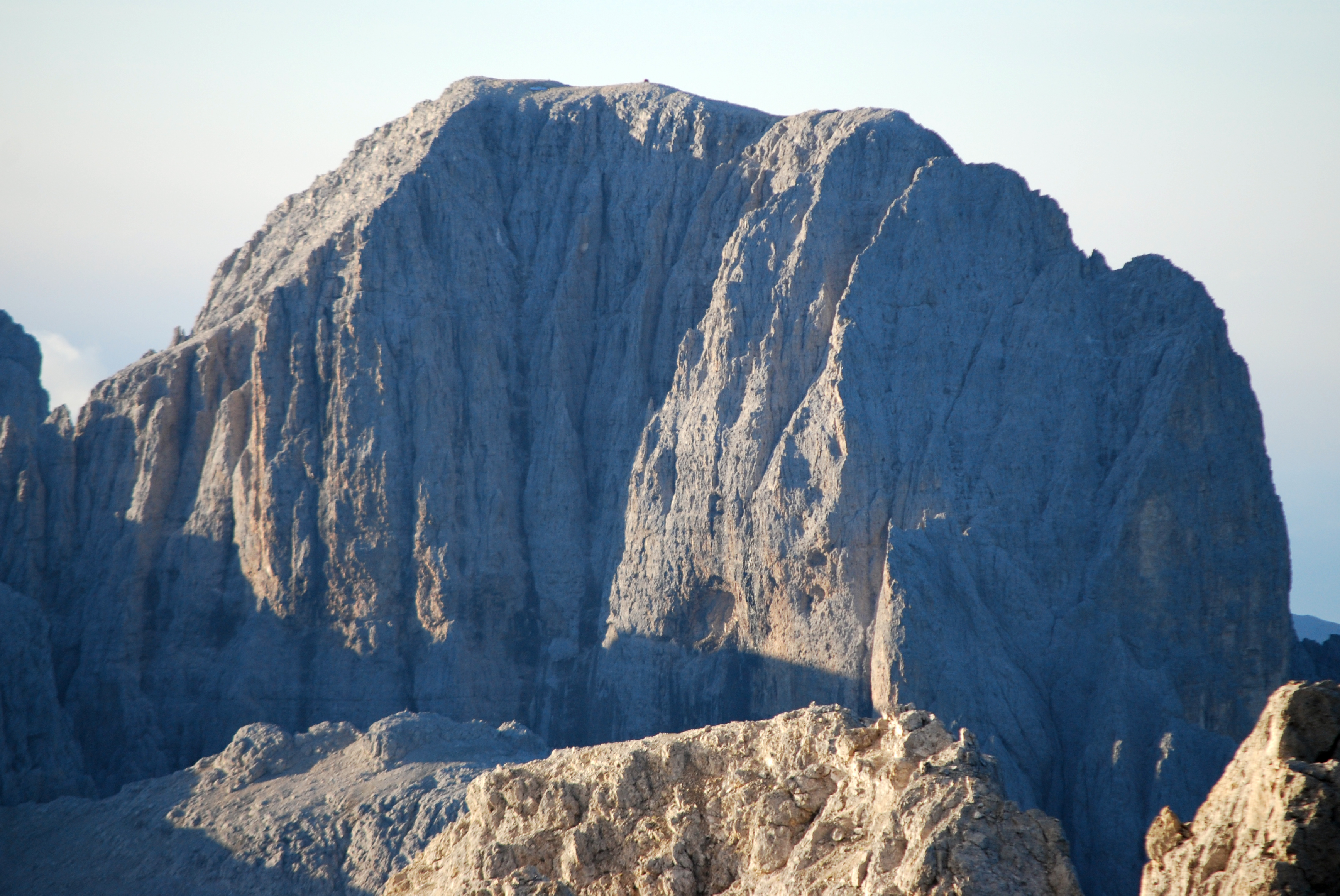
Pala di San Martino - severní stěna
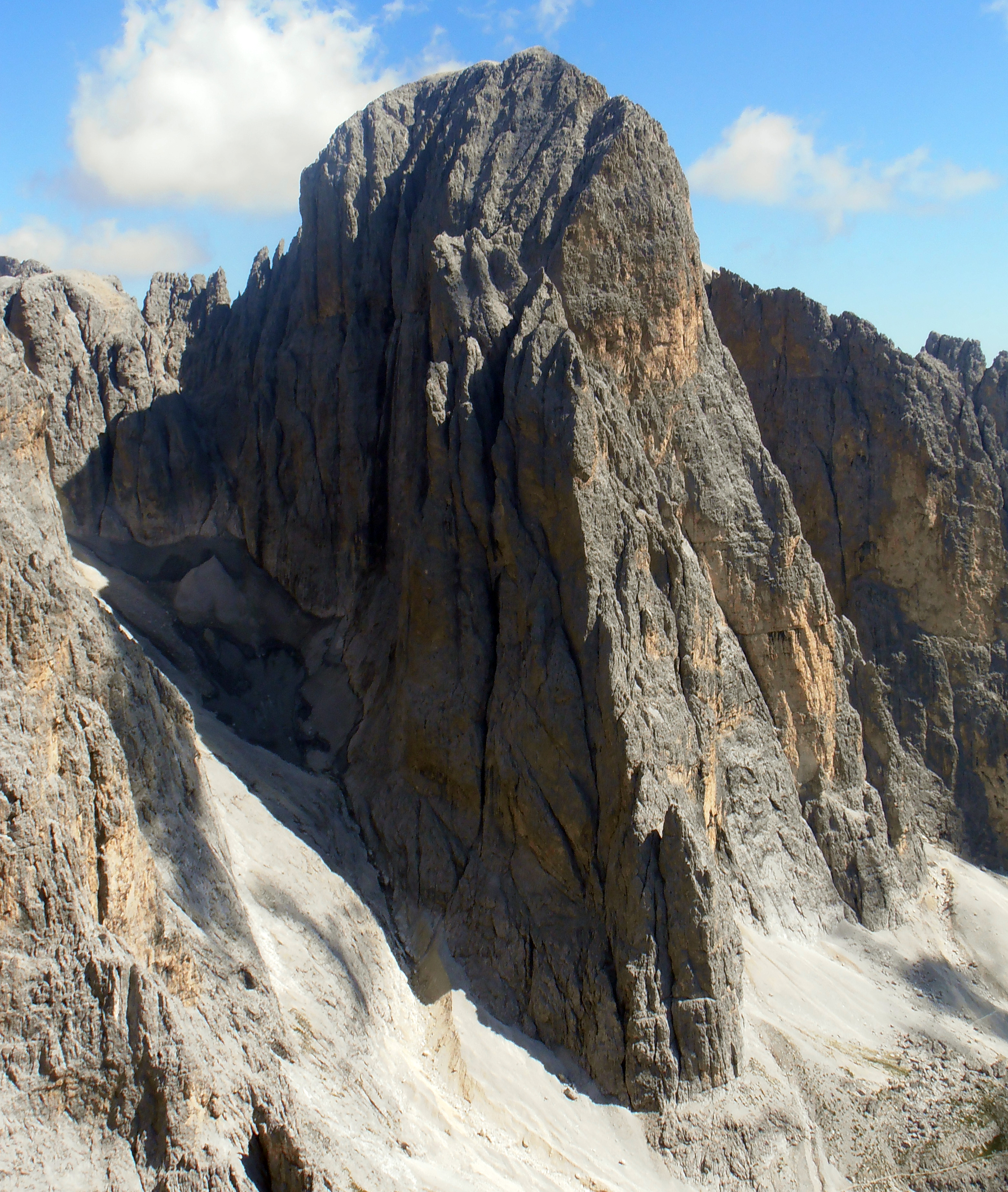
Pala di San Martino - severozápadní stěna
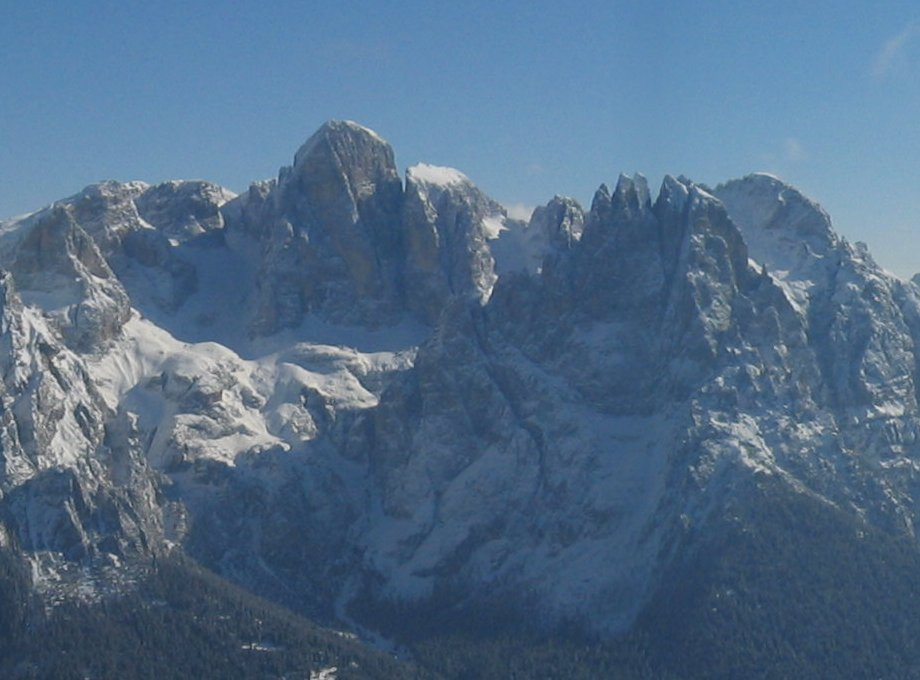
Pala di San Martino
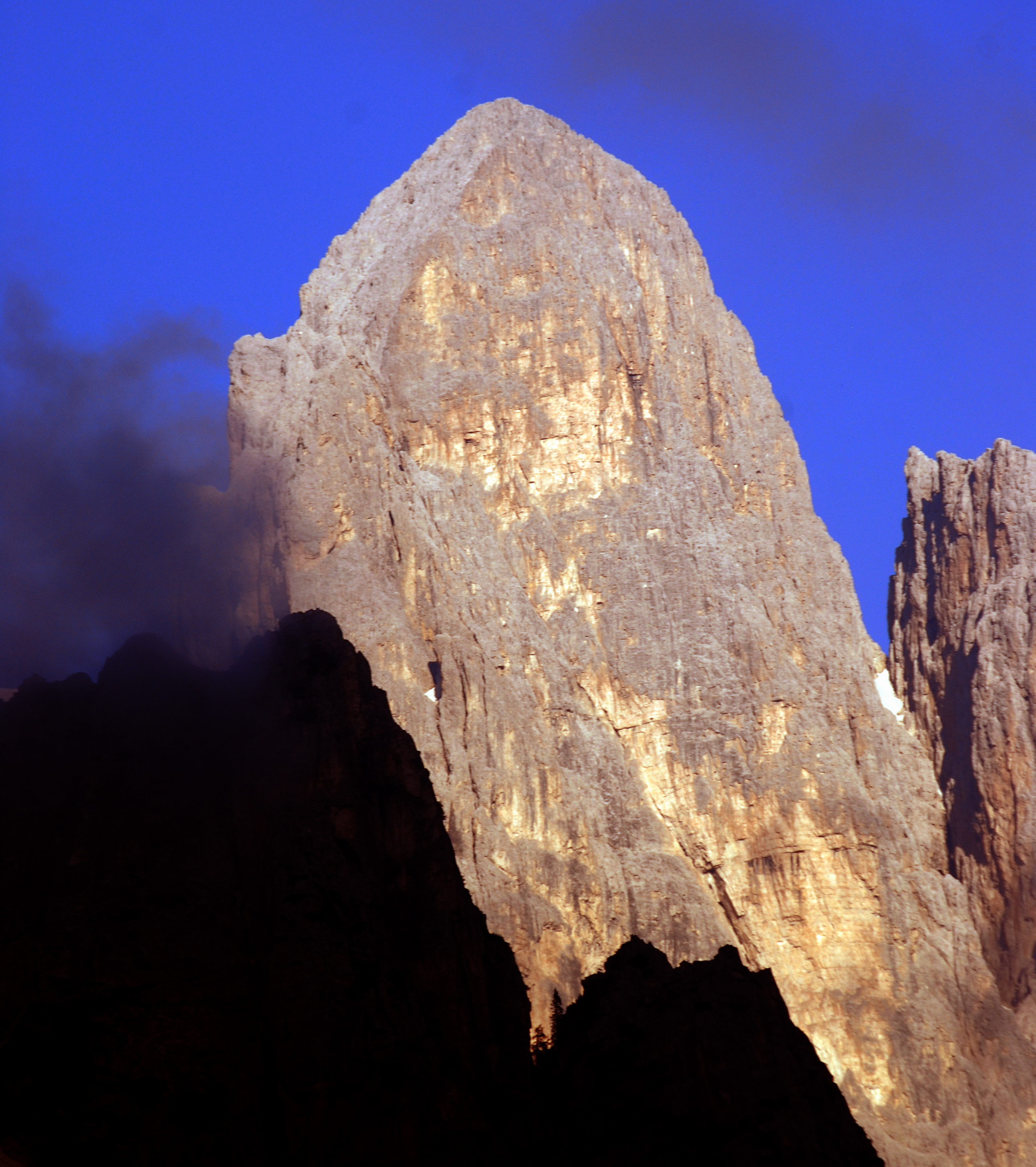
pohled z městečka San Martino di Castrozza